# كلوروفلوروكربون

توقعات ناسا لإسقاط الأوزون في الغلاف الجوي العلوي، بوحدات دوبسون، في حالة عدم حظر مركب الفريون.

مركبات الكلوروفلوروكربون أو مركبات الكربون الكلورية الفلورية (يرمز لها اختصاراً CFCs) هي مركبات عضوية تحتوي في تركيبها على الكربون والكلور والفلور، وهي أنواع عديدة، وتعتبر مركبات الكلوروفلوروكربون فقط مجرد نوع واحد منها، حيث يوجد مركبات عضوية كيميائية عديدة مشابهة لها -وأيضاً ظهرت مركبات عضوية أخرى كبديلة لها- متوفرة في السوق للاستخدام الهندسي والطبي والفني وحتى المنزلي، والمعروفة تجارياً باسم: فريون (بالإنجليزية: Freon)‏. تتكون مركبات الكلوروفلوروكربون من نسب مختلفة من ذرات الكربون، والهيدروجين والكلور والفلور، و يوجد نوعان أساسيان من هذه المواد هما " CFC " وكذلك CFC12، وتستخدم هذه المواد أساسًا في صناعة البلاستيك الرغوي (الإسفنج الصناعي)، الإيروسول، وكمادة تبريد في الثلاجات والمبردات. وهذه المواد خاملة كيميائياً، وغير قابلة للاشتعال، وغير سامة، ولكنها مدمرة لطبقة الأوزون، كما أنها ماصة للحرارة، وفي الحقيقة تفوق في قدرتها غاز CO2 بمقدار 10000 مرة، وما زال العمل حتى الآن مستمرًا للبحث عن غازات صديقة للبيئة تؤدي نفس عمل مركبات CFCs وليس لها نفس الأضرار ومن خلال الأبحاث تبين أنه يمكن إيجاد بدائل لمركب CFC12، بسهولة بشكل عام، ولكن من الصعب إيجاد بديل للمركب CFC11 تحديدًا، وتعتمد الفكرة الأساسية في ذلك على استبدال ما يحتويه المركب من ذرات كلور بذرات هيدروجين وتسمى تلك المركبات بهيدروفلوروكربون.

## تأثيرها باعتبارها واحدة من الغازات المسببة للاحتباس الحراري
تم الاتفاق عالمياً بين جميع دول العالم على عدم استخدام مركبات الكلوروفلوروكربون نهائيًا بشكل تدريجي في بروتوكول مونتريال، بسبب دورها في نضوب طبقة الأوزون.
ومع ذلك، فإن تأثيراتها على الغلاف الجوي لا تقتصر على طبقة الأوزون فقط. بل هي تمنع نطاقات امتصاص الأشعة تحت الحمراء الحرارة عند هذا الطول الموجي من الإفلات خارج الغلاف الجوي للأرض. حيث تحتوي مركبات الكلوروفلوروكربون على أقوى نطاقات امتصاص لها مستمدة من الرابطتين C-F و C-Cl في المنطقة الطيفية التي يبلغ طولها 7.8-15.3 ميكرومتر، ويشار إليها باسم «نافذة الغلاف الجوي» بسبب الشفافية النسبية للغلاف الجوي داخل هذه المنطقة.
قوة نطاقات الامتصاص في مركبات الكلوروفلوروكربون والحساسية الفريدة للغلاف الجوي عند أطوال موجية معينة تمتصها مركبات الكلوروفلوروكربون (في الواقع جميع مركبات الفلور التساهمية أيضًا) تخلق تأثيرًا «فائقًا» لظاهرة الاحتباس الحراري من هذه المركبات والغازات الأخرى المحتوية على الفلورين وغير المتفاعلة مثل: مركبات الفلوروكربونات والهيدروفلوروكربونات والكلوروفلوروكربنات وسداسي فلوريد الكبريت. يجري تكثيف امتصاص «نافذة الغلاف الجوي» من خلال التركيز المنخفض لكل مركب هيدروفلوروكربوني. إن لميزانية الإشعاع وتأثير الاحتباس الحراري حساسية منخفضة للتغيرات في تركيز ثاني أكسيد الكربون، لأنه يقترب من التشبع بتركيزات عالية، وأيضًا بسبب وجود عدد قليل من نطاقات امتصاص الأشعة تحت الحمراء، وتكون الزيادة في درجة الحرارة لوغاريتمية تقريبًا. على النقيض من ذلك، فإن التركيز المنخفض لمركبات الكلوروفلوروكربون يسمح لتأثيراتها بالزيادة خطيًا مع الكتلة، لذا فإنها تمتلك قدرة أعلى بكثير على تعزيز تأثير الاحتباس الحراري من ثاني أكسيد الكربون.
تعمل المجموعات بشكل جاد على التخلص من مركبات الكلوروفلوروكربون وآثارها لتقليل تأثيرها على الغلاف الجوي.
ووفقًا لوكالة ناسا عام 2018م، بدأ الثقب الموجود في طبقة الأوزون بالتعافي نتيجة حظر استخدام هذه المركبات.

## خلفية تاريخية
استخدم رباعي كلوريد الكربون (CCl4) في إطفاء الحرائق والزجاجات الكيماوية المضادة للحريق من أواخر القرن التاسع عشر حتى نهاية الحرب العالمية الثانية. بدأت التجارب على مركبات الكلورو ألكانات لإخماد الحرائق على الطائرات العسكرية منذ عشرينيات القرن العشرين على الأقل. تسمى مجموعة مركبات الكلوروفلوروكربون المستخدمة أساسًا كمبردات تجاريًا بغازات الفريون، ولها أيضًا استخدامات أخرى في مكافحة الحرائق، وعلب البخاخات مثلًا، ويعد ثاني كلورو الميثان مذيبًا صناعيًا متعدد الاستخدامات.
كان العالم البلجيكي فريديريك سوارتس رائدًا في تصنيع مركبات الكلوروفلوروكربون في تسعينيات القرن التاسع عشر. طور تفاعل استبدال فعال عبر استبدال الكلوريد في رابع كلوريد الكربون بالفلورايد لتصنيع مركبات CFC-11 (CCl3F) و CFC-12 (CCl2F2).
في أواخر عشرينيات القرن العشرين، حسن توماس ميدغلي الابن عملية التصنيع وقاد جهود استخدام مركبات الكلوروفلوروكربون في التبريد لتحل محل الأمونيا (NH3) وكلوروالميثان (CH3Cl) وثنائي أكسيد الكبريت (SO2)، وهي مواد سامة ولكنها شائعة الاستخدام. كانت متطلبات مادة التبريد الجديدة التي أرادها العلماء هي أن تكون نقطة غليانها وسميتها منخفضة، وغير متفاعلة بشكل عام. في عرض توضيحي للجمعية الكيميائية الأمريكية، أبرز ميدغلي هذه الخصائص عن طريق نشق الغاز واستخدامه في إطفاء شمعة عام 1930.

### التطوير والاستخدام التجاريين
خلال الحرب العالمية الثانية، استخدمت العديد من مركبات الكلورو ألكانات بشكل اعتيادي في الطائرات العسكرية على الرغم من سميتها المفرطة، بل وشاع استخدامها بعد الحرب في الطيران المدني. في ستينيات القرن العشرين، أصبحت مركبات الفلورو ألكانات والبروموفلورو ألكانات متاحة وسرعان ما اتضحت خصائصها الفعالة جدًا في مكافحة الحرائق. أجريت الكثير من الأبحاث على هالون 1301 برعاية القوات المسلحة الأمريكية، بينما طور هالون 1211 في البداية بشكل أساسي في المملكة المتحدة. بحلول أواخر ستينيات القرن العشرين، استخدمت هذه المواد بشكل اعتيادي في العديد من التطبيقات التي شكلت فيها مطافئ المياه والمساحيق الجافة تهديدًا بإلحاق الضرر بالممتلكات المحمية، بما في ذلك غرف الحواسيب، ومحولات الاتصالات السلكية واللاسلكية، والمختبرات، والمتاحف. بدءًا من استخدامه في السفن الحربية في سبعينيات القرن العشرين، ارتبط ألكان البروموفلورو أيضًا بشكل تدريجي بكونه يقضي بشكل سريع على الحرائق الشديدة في الأماكن الضيقة مع حد أدنى من المخاطر على الأفراد.
بحلول أوائل ثمانينيات القرن العشرين، أصبح ألكان البروموفلورو شائع الاستخدام في الطائرات والسفن والمركبات الكبيرة، وكذلك في مرافق ومعارض أجهزة الحواسيب. ولكن مع ذلك، بدأ العلماء يثيرون الشكوك والقلق بشأن تأثير الكلورو ألكانات والبرومو ألكانات على طبقة الأوزون. لا تغطي اتفاقية فيينا لحماية طبقة الأوزون ألكانات البروموفلورو إذ كان يُعتقد في ذلك الوقت أن التفريغ الطارئ لأنظمة الإطفاء كان صغيرًا جدًا من حيث الحجم بحيث لا يؤدي إلى إحداث تأثير كبير، كما أنه مهم جدًا لسلامة الإنسان بحيث لا يمكن وضع قيود أو ضوابط عليه.

### ضبط وتنظيم الاستخدام
منذ أواخر سبعينيات القرن العشرين، نظم استخدام مركبات الكلوروفلوروكربون بشدة وفق لوائح بسبب آثارها المدمرة على طبقة الأوزون. بعد تطويره لكاشف التقاط الإلكترون الخاص به، اكتشف جيمس لوفلوك لأول مرة انتشارًا واسعًا لمركبات الكلوروفلوروكربون في الهواء، إذ وجد جزءًا موليًا من 60 جزءًا من الترليون من مركبات CFC-11 فوق إيرلندا. في حملة بحثية ممولة ذاتيا انتهت في عام 1973م، ذهب لوفلوك إلى قياس نسبة مركبات CFC-11 في كل من القطبين الشمالي والجنوبي، فجمع 50 عينة هواء وحسب نسبتها، وخلص إلى أن الكلوروفلوروكربونات لا تشكل خطرًا على البيئة. لكن التجربة قدمت أول بيانات مفيدة عن وجود هذه المركبات في الغلاف الجوي. اكتشفت شيري رولاند وماريو مولينا الضرر الناجم عن مركبات الكلوروفلوروكربون بعد الاستماع إلى محاضرة حول موضوع عمل لوفلوك، وباشروا بحوثهم ونشروا أول منشور حول الأمر عام 1974م. اتضح لاحقًا أن إمكانية تفاعل مركبات الكلوروفلوروكربون المنخفضة، والتي تعد واحدة من أكثر ميزاتها جاذبية، هي التي تجعلها الأكثر ضررًا. إن عدم تفاعلها يمنحها عمرًا يمكن أن يتجاوز 100 عام، ما يمنحها وقتًا للانتشار في الطبقة العليا في الغلاف الجوي. في عام 1978م، بموجب قانون مراقبة المواد السامة، حظرت وكالة حماية البيئة التصنيع التجاري واستخدام مركبات الكلوروفلوروكربون. استبدل ذلك لاحقًا بتشريع أوسع من وكالة حماية البيئة بموجب قانون الهواء النظيف لمعالجة نضوب طبقة الأوزون في الطبقة العليا في الغلاف الجوي.
بحلول عام 1987م، وردًا على نضوب موسمي كبير لطبقة الأوزون فوق القارة القطبية الجنوبية، صاغ الدبلوماسيون في مونتريال معاهدة عرفت باسم بروتوكول مونتريال، دعوا فيه إلى تخفيضات جذرية في إنتاج مركبات الكلوروفلوروكربون. في 2 مارس 1989م، وافقت 12 دولة في أوروبا على حظر إنتاج جميع مركبات الكلوروفلوروكربون بحلول نهاية القرن. في عام 1990م، اجتمع الدبلوماسيون في لندن وصوتوا لدعم وتأييد بروتوكول مونتريال بشكل كبير من خلال الدعوة إلى القضاء التام على مركبات الكلوروفلوروكربون بحلول عام 2000م. وبحلول عام 2010م، كان من المفترض أن يتم التخلص تمامًا من استخدام هذه المركبات في البلدان النامية أيضًا.
ارتفعت أسعار مركبات الكلوروفلوروكربون في البلدان الملتزمة بالمعاهدة، لأنها أصبحت متوفرة فقط من إعادة التدوير. يجب أن يؤدي إنهاء الإنتاج في جميع أنحاء العالم إلى إنهاء تهريب هذه المواد. مع ذلك، هناك قضايا تهريب لهذه المركبات اعترف بها برنامج الأمم المتحدة للبيئة في تقرير صدر عام 2006م بعنوان «التجارة غير المشروعة في المواد المستنفدة لطبقة الأوزون». ويقدر برنامج الأمم المتحدة للبيئة أن ما بين 16000 و 38000 طن من مركبات الكلوروفلوروكربون قد بيعت عبر السوق السوداء في منتصف التسعينيات، كما يقدر التقرير أن ما بين 7000 و 14000 طن من هذه المواد يتم تهريبها سنويًا إلى البلدان النامية. تعد البلدان الآسيوية الأكثر تهريبًا لها؛ في عام 2007م، تبين أن الصين والهند وكوريا الجنوبية تساهم بنحو 70% من الإنتاج العالمي من هذه المركبات، ولاحقًا، منعت كوريا الجنوبية إنتاجها في عام 2010م. كما بحث التقرير في الأسباب المحتملة لاستمرار تهريبها، وأشار إلى أن العديد من المواد والمنتجات التي تنتج هذه المركبات المحظورة لها أعمار طويلة، وما زالت صالحة للاستخدام، وفي بعض الأحيان تكون تكلفة استبدال معدات هذه المنتجات أرخص من تزويدها بأجهزة صديقة للأوزون. بالإضافة إلى ذلك، فإن تهريب مركبات الكلوروفلوروكربون لا يعتبر قضية مهمة، لذا فإن العقوبات المترتبة عليه منخفضة. في عام 2018م، لُفِتَ انتباه العالم إلى قضية مهمة، وهي: أنه في مكان ما غير معروف في شرق آسيا، ينتج ما يقدر بنحو 13000 طن متري سنويًا من مركبات الكلوروفلوروكربون منذ عام 2012م تقريبًا في انتهاك صارخ للبروتوكول. في حين أنه من المحتمل أن يتم التخلص من استخدام مركبات الكلوروفلوروكربون بشكل تدريجي في النهاية، إلا أن الجهود تبذل حاليًا لوقف المشاكل المتعلقة بعدم امتثال الدول والمصانع للأمر.
بحلول وقت إبرام بروتوكول مونتريال، تبين أن عمليات التصريف المتعمد والعارض أثناء اختبارات النظم وصيانتها كانت تتسبب بكميات أكبر بكثير من عمليات التصريف في حالات الطوارئ، لذلك أدخلت الهالونات إلى المعاهدة، وإن كان ذلك مع استثناءات كثيرة.

#### عجز تنظيمي
في حين يتم تنظيم إنتاج واستهلاك مركبات الكلورفلوروكربون بموجب بروتوكول مونتريال، فإن الانبعاثات الناجمة من المواد الحالية لا تخضع للتنظيم بموجب الاتفاقية. في عام 2002م، قدر أن هناك حوالي 791,5 كيلو طن من مركبات الكلوروفلوروكربون في المنتجات الحالية مثل الثلاجات ومكيفات الهواء وعلب البخاخات وغيرها. في حال لم يتم اتخاذ أي إجراء، فإنه من المتوقع أن ينبعث ما يقرب من ثلث مركبات الكلوروفلوروكربون خلال العقد القادم، ما يشكل تهديدًا لكل من طبقة الأوزون والمناخ.

#### التنظيم وشركة داو دوبونت
في عام 1978م حظرت الولايات المتحدة استخدام مركبات الكلوروفلوروكربون مثل غاز الفريون في علب البخاخات، وكان ذلك بداية لسلسلة طويلة من الإجراءات التنظيمية ضد استخدامها. كانت صلاحية براءة اختراع داو دوبونت الصناعية الهامة لغاز فريون (براءة الاختراع رقم 3258500) في الولايات المتحدة ستنتهي في عام 1979م، فقامت الشركة بالاشتراك مع نظرائهم الصناعيين الآخرين بتشكيل مجموعة ضغط لمكافحة اللوائح الخاصة بالمركبات المستنفدة للأوزون. في عام 1986م، عكست شركة داو دوبونت بعد حصولها على براءات اختراع جديدة موقفها السابق وأدانت علنًا استخدام مركبات الكلوروفلوروكربون. حث ممثلو شركة دوبونت أمام بروتوكول مونتريال على حظر مركبات الكلوروفلوروكربون في جميع أنحاء العالم وذكروا أن مركباتهم الهيدروكلورية الفلورية الجديدة ستلبي الطلب العالمي على المبردات.

### التخلص التدريجي من مركبات الكلوروفلوروكربون
تم التخلص بشكل تدريجي من استخدام أنواع معينة من الكلوروألكانات كمذيبات في عدة تطبيقات، مثل: التنظيف الجاف، وذلك بتوجيه من لجنة منع ومكافحة التلوث المتكامل في عام 1994م، ولوائح استخدام المركبات العضوية المتطايرة الصادرة عن الاتحاد الأوروبي في عام 1997م.
بدءًا من 1 يناير 2004م، وبناء على بناءً على بروتوكول مونتريال واللوائح التوجيهية للاتحاد الأوروبي، حظر استخدام البروموفلورو ألكانات إلى حد كبير، كما حظر حيازة المعدات المجهزة لاستخدامه وتصنيعه في بعض البلدان مثل هولندا وبلجيكا.
توقف إنتاج المخزونات الجديدة في معظم -وربما جميع- البلدان عام 1994م. ومع ذلك، ما تزال العديد من البلدان مضطرة إلى تزويد الطائرات بأنظمة الهالونات لإخماد الحرائق، لأنه لم يتم اكتشاف بديل آمن ومرضٍ تمامًا لهذا الغرض، وهناك أيضًا عدد قليل من الاستخدامات الأخرى المتخصصة جدًا. تقوم البرامج التي تنسقها شركة إعادة تدوير الهالون بضمان عدم حدوث التصريف في الغلاف الجوي إلا في حالات الطوارئ الحقيقية والحفاظ على المخزونات المتبقية.
البدائل المؤقتة لمركبات الكلوروفلوروكربون هي مركبات الهيدروكلوروفلوروكربون، التي تستنفد أوزون الستراتوسفير، ولكن بدرجة أقل بكثير من سابقتها. في النهاية، ستحل مركبات الهيدروفلوروكربون مكان مركبات الهيدروكلوروفلوروكربون، لأنها مقدار استنفادها لطبقة الأوزون وفقًا للأبحاث يساوي صفرًا. بدأت شركة دا دوبونت في إنتاج مركبات الهيدروفلوروكربون لاستخدامها بدائل للفريون في الثمانينيات. تعد المبردات الطبيعية حلولًا صديقة للبيئة، وتتمتع بدعم متزايد من الشركات الكبرى والحكومات المهتمة بخفض انبعاثات الاحتباس الحراري من التبريد وتكييف الهواء.
التخلص التدريجي من مركبات الهيدروفلوروكربون
ضُمِّنت مركبات الهيدروفلوروكربون في بروتوكول كيوتو بسبب قدرتها العالية على تعزيز الاحتباس الحراري، وتواجه دعوات لتنظيم استخدامها بموجب بروتوكول مونتريال بسبب تأثيراتها على تغير المناخ.
في 21 سبتمبر 2007، وافق ما يقرب من 200 دولة على تسريع التخلص من مركبات الهيدروكلوروفلوروكربون بالكامل بحلول عام 2020 في قمة مونتريال برعاية الأمم المتحدة. وأعطيت الدول النامية مهلة حتى عام 2030. وافقت العديد من الدول، مثل الولايات المتحدة والصين، اللتان عارضتا في السابق هذه التوجهات، على جدول التخلص التدريجي المعجل.

### تطوير بدائل لمركبات الكلوروفلوروكربون
بدأ العمل حول توفير بدائل لمبردات الكلوروفلوروكربون في المبردات في أواخر السبعينيات بعد نشر التحذيرات الأولى من الأضرار التي لحقت بأوزون طبقة الستراتوسفير.
تعد مركبات الهيدروكلوروفلوروكربون أقل استقرارًا في الطبقة السفلى من الغلاف الجوي، ما يجعلها تتحلل قبل الوصول إلى طبقة الأوزون. لكن تبين لاحقًا أن جزءًا كبيرًا منها مع ذلك يتحلل في طبقة الستراتوسفير وقد ساهمت في تراكم الكلور هناك أكثر مما كان متوقعًا في الأصل. تخلو البدائل اللاحقة من الكلور، مثل مركبات الهيدروفلورو كربون التي تتميز بأعمار أقصر في الطبقة السفلى من الغلاف الجوي. استخدم أحد هذه المركبات المعروف باسم 2،1،1،1-رباعي فلورو الإيثان (HFC-134a)، بديلاً عن مركب كلوروفلوروكربون-12 (CFC-12) في مكيفات هواء السيارات. استخدمت المبردات الهيدروكربونية (مزيج البروبان/الأيزوبوتان) أيضًا على نطاق واسع في أنظمة تكييف الهواء المتنقلة في أستراليا والولايات المتحدة والعديد من البلدان الأخرى، إذ أنها تتمتع بخصائص ديناميكية حرارية ممتازة وأداء جيد بشكل خاص في درجات الحرارة المحيطة المرتفعة. استخدم مركب 1،1-ثنائي كلورو-1-فلورو الإيثان (HCFC-141b) بدلًا عن 2،1،1،1-رباعي فلورو الإيثان (HFC-134a) بسبب تأثيره الأقل على أوزون طبقة الستراتوسفير وتغير المناخ. وبحسب بروتوكول مونتريال، فمن المتوقع أن يتم التخلص من استخدام مركب 1،1-ثنائي كلورو-1-فلورو الإيثان (HCFC-141b) بشكل نهائي واستبداله بمواد أخرى لا تؤثر على أوزون طبقة الستراتوسفير أو المناخ مثل: مركبات الهيدروفلوروولفين قبل 2020.

## البناء، الخواص والتطبيقات
هذه المواد خاملة كيميائيًا، وغير قابلة للاشتعال، وغير سامة ولكنها مدمرة لطبقة الأوزون، كما أنها ماصة للحرارة، وفي الحقيقة تفوق في قدرتها غاز CO2 بمقدار 10000 مرة

## التفاعلات
الفئة الفرعية المشتركة هي مركبات الكربون الهيدروكلورية فلورية، والتي تحتوي على الهيدروجين كذلك

## الاستخدامات
تستخدم مركبات الكلوروفلوروكربون في وقتنا الحاضر في أجهزة التبريد، مثل :الثلاجات والمكيفات

## التأثيرات البيئية
تم إثبات أنها تضر طبقة الأوزون، وزيادة هذه المركبات في الغلاف الجوي تسبب ثقب في طبقة الأوزون.

## ميثاق مونتريال
لأن تناقص الأوزون أصبح موضع اهتمام العالم فقد تصدت دول كثيرة لهذه المشكلة . وقد اجتمع لهذه الغاية زعماء من عدة دول في مونتريال بكندا عام 1987م ووقعوا على ميثاق مونتريال الذي يقضي بموافقة الدول التي وقعت هذه الاتفاقية على إنهاء استعمال هذه المركبات، ووضع قيود على كيفية استعمالها، وبعد ذلك بدأ الاستعمال العالمي لمركبات CFCs بالتراجع.